# Séailles
 Séailles  es una población y comuna francesa, ubicada en la región de Mediodía-Pirineos, departamento de Gers, en el distrito de Condom y cantón de Eauze.

## Demografía
| 82 | 84 | 68 | 62 | 72 | 64 |
| Para los censos de 1962 a 1999 la población legal corresponde a la población sin duplicidades (Fuente: INSEE [Consultar]) |    |    |    |    |    |